# Nashville Skyline
Albums de Bob Dylan
John Wesley Harding
(1967) Self Portrait
(1970)
Nashville Skyline est le neuvième album studio de Bob Dylan, auteur-compositeur-interprète américain de folk/rock, sorti en 1969.

## Historique
Dans cet album très court, moins d'une demi-heure, Dylan s’essaie à la musique country.
L’album a eu un bon succès commercial, il fut #3 aux États-Unis et #1 au Royaume-Uni.

## Titres de l’album
Toutes les chansons sont écrites et composées par Bob Dylan.
| 1. | Girl from the North Country (avec Johnny Cash) | 3:41 |
| 2. | Nashville Skyline Rag                          | 3:12 |
| 3. | To Be Alone with You                           | 2:05 |
| 4. | I Threw It All Away                            | 2:23 |
| 5. | Peggy Day                                      | 1:59 |

| 6.  | Lay Lady Lay                          | 3:20 |
| 7.  | One More Night                        | 2:25 |
| 8.  | Tell Me That It Isn't True            | 2:45 |
| 9.  | Country Pie                           | 1:35 |
| 10. | Tonight I'll Be Staying Here with You | 3:23 |

## Musiciens
- Bob Dylan : guitare, harmonica, claviers et chant
- Johnny Cash : chant
- Pete Drake : guitare pedal steel
- Kenny Buttrey : batterie
- Charlie Daniels : guitare basse
- Bob Wilson : orgue et piano
- Charlie McCoy : guitare et harmonica
- Norman Blake : guitare et dobro
- Earl Scruggs : banjo dans Nashville Skyline Rag
- Marshall Grant : basse dans Girl from the North Country
- Bob Wootton : guitare électrique dans Girl from the North Country
- W.S. Holland : batterie dans Girl from the North Country

## Production
- Bob Johnston : producteur
- Charlie Bragg : ingénieur du son
- Neil Wilburn : ingénieur du son